# Epulaega lethrina
Epulaega lethrina är en kräftdjursart som först beskrevs av Bruce 1983.  Epulaega lethrina ingår i släktet Epulaega och familjen Aegidae. Inga underarter finns listade i Catalogue of Life.